# Campagna del nastro ASCII
La campagna del nastro ASCII è stato un fenomeno di Internet iniziato nel 1998 per esortare a inviare email solo in testo puro, a causa delle inefficienze e dei pericoli derivanti dall'uso dell'HTML. I sostenitori della campagna avevano un'arte ASCII a forma di nastro della consapevolezza accanto ad un messaggio o un link ad un sito che supportava la campagna:

## Storia
In seguito allo sviluppo di Microsoft Windows 95, diverse persone si infastidirono di ricevere e-mail in HTML e in formati non leggibili dall'uomo. La prima attestazione dell'utilizzo di un nastro a sostegno della campagna sembra risalire al 17 giugno 1998 a nome di un certo Maurício Teixeira del Brasile.
La campagna terminò ufficialmente a giugno 2013, dato che l'adozione dell'HTML nelle e-mail non ha mostrato segni di cedimento.